# Стоянович, Милан (1911)
Ми́лан Стоя́нович (сербохорв. Milan Stojanović / Милан Стојановић; 28 декабря 1911, Королевство Югославия — неизвестно) — югославский футболист, вратарь, участник чемпионата мира 1930 года (присутствовал в заявке, но не выходил на поле).

## Биография
Милан Стоянович играл на позиции вратаря в чемпионате Югославии.
В 1930 году совершил плавание через океан вместе с югославской командой на первый чемпионат мира по футболу, состоявшийся в Уругвае. Он был дублёром основного вратаря сборной Милована Якшича, уверенно отыгравшего во всех трёх матчах турнира, поэтому Стояновичу так и не удалось проявить себя.